# Lawrence G. Brown
Lawrence Gerald Brown (* 6. Februar 1943 in St. Louis, Missouri) ist ein US-amerikanischer Mathematiker, der sich mit Operatoralgebren befasst.
Brown studierte an der Harvard University mit dem Bachelor-Abschluss 1965 und der Promotion 1968 bei George Mackey (On the Structure of Locally Compact Groups). Er war bis zu seiner Emeritierung Professor an der Purdue University. 1975 erhielt er ein Forschungsstipendium der Alfred P. Sloan Foundation (Sloan Research Fellowship).
Mit Peter Fillmore und Ronald G. Douglas entwickelte er die Brown-Douglas-Fillmore Theorie in der Theorie der Operatoralgebren, in die sie Techniken der algebraischen Topologie einführten. Nach ihm ist das Brown-Maß benannt, eine Verallgemeinerung des Spektralmaßes für Typ-2 von-Neumann-Algebras.